# Colonia italo-africana di Sciotel
La colonia italo-africana di Sciotel fu un tentativo, portato avanti nel 1865-1869 da un gruppo di coloni italiani, di stabilire un insediamento agricolo nel territorio di Sciotel, situato in Etiopia vicino alla città di Cheren (attualmente facente parte dell'Eritrea). Si trattò della prima iniziativa di colonizzazione dell'Africa da parte italiana, effettuata però da privati cittadini, senza il coinvolgimento governativo.

## Fondazione

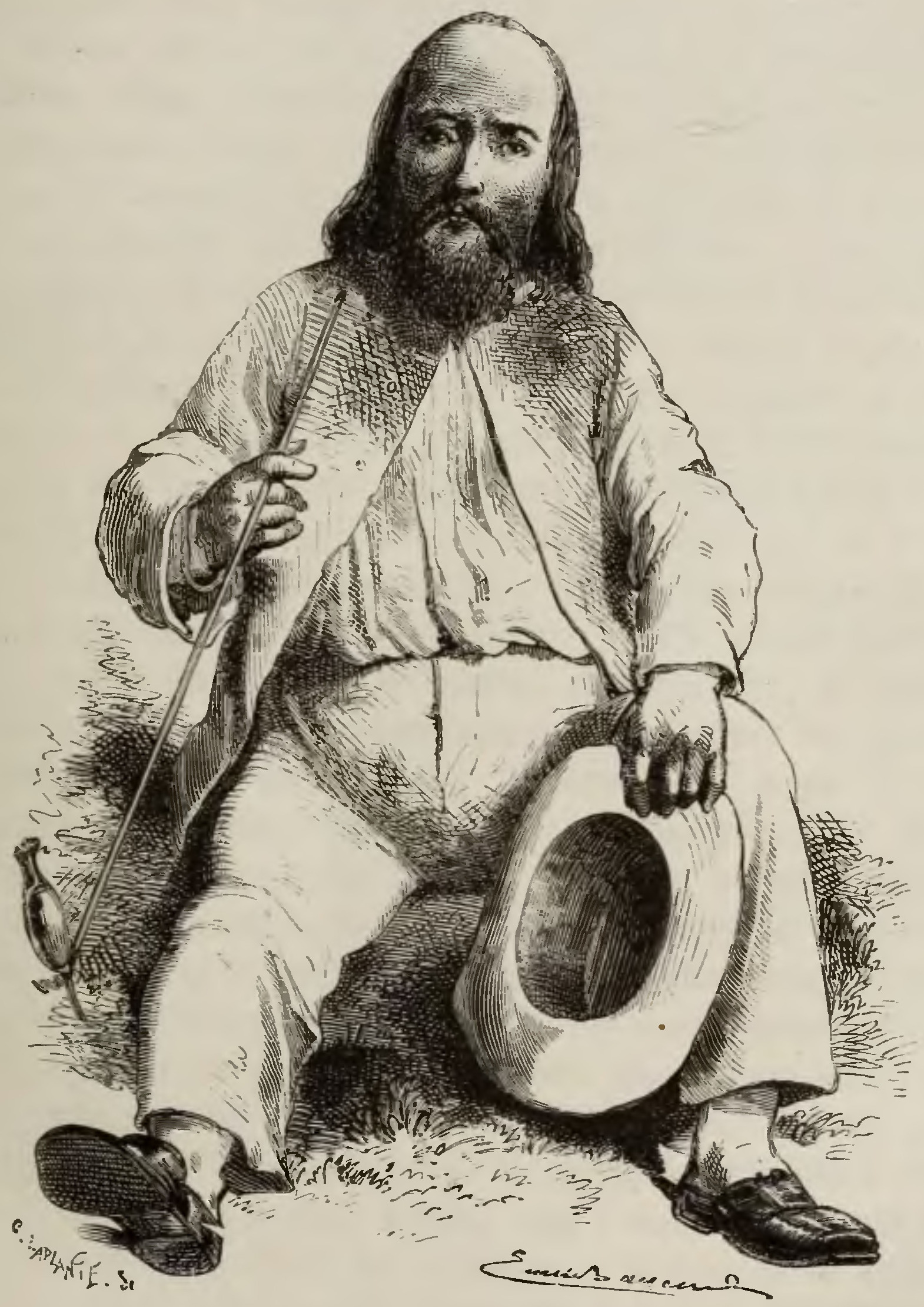
Padre Stella

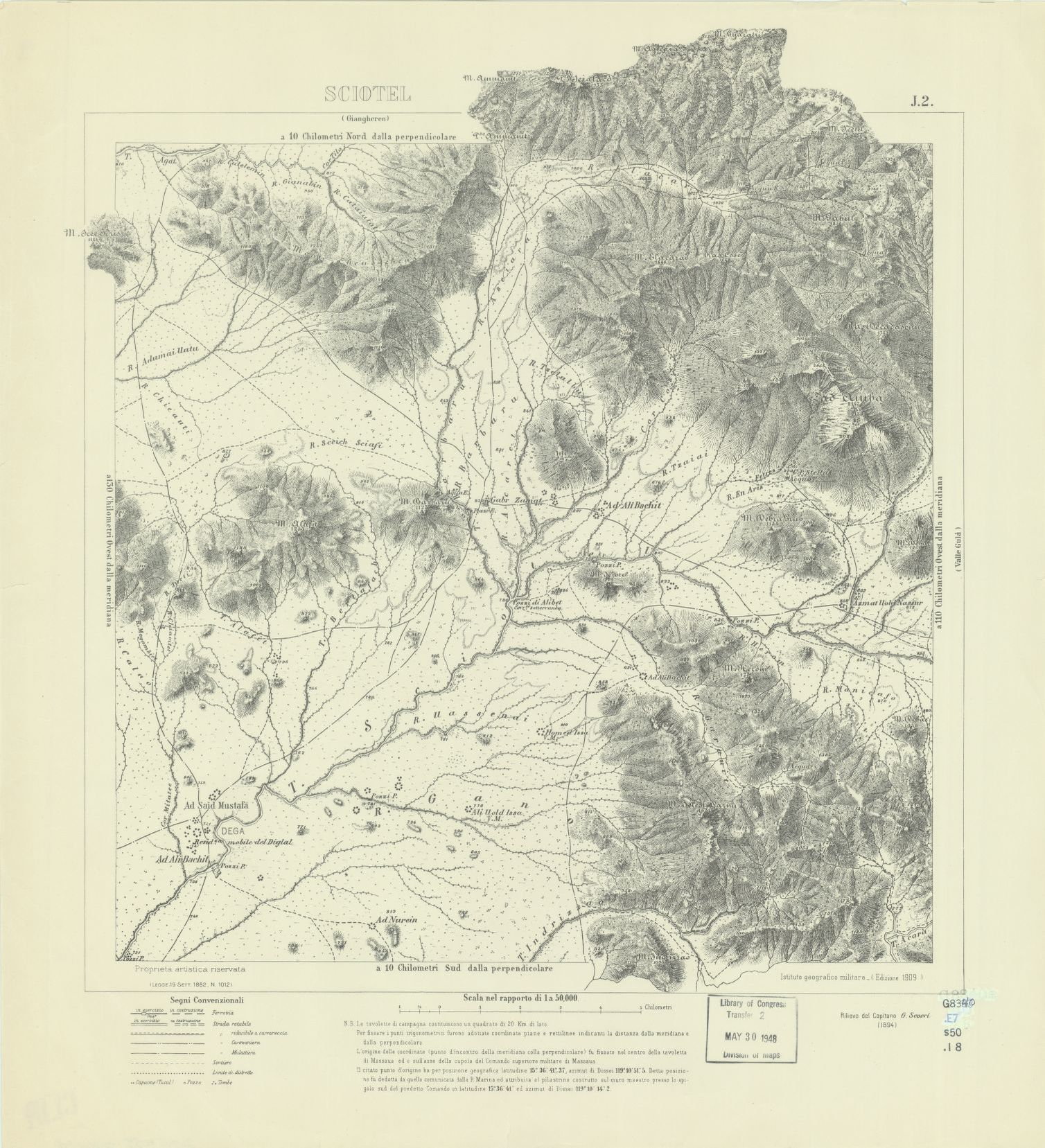
Mappa del territorio di Sciotel (Istituto Geografico Militare, 1909, su rilievi del 1894). Sulla destra, alla base del monte Zad Amba, si nota l'iscrizione C[asa] P[adre] Stella. Una versione navigabile della mappa è disponibile qui.

Il principale fautore fu padre Giovanni Giacinto Stella, nativo di Carcare in provincia di Savona, che nel 1851 giunse nella regione dei bogos come missionario lazzarista, assieme al confratello e compaesano padre Giuseppe Sapeto (il futuro acquirente della baia di Assab). Mentre Sapeto ritornò poi in Italia, Stella rimase e fondò a Cheren la prima missione cattolica, conquistandosi in breve la fiducia e l'affetto degli indigeni.
Constatando la fertilità dei luoghi che contrastava con l'arretratezza dell'agricoltura locale, intorno al 1860 Stella iniziò a vagheggiare la fondazione di una colonia agricola, che portasse sviluppo e prosperità alla regione. Dato che la missione lazzarista era sotto la protezione francese, e che l'Italia era in quegli anni occupata nelle guerre d'indipendenza, si rivolse dapprima alla Francia, recandosi a Parigi per ottenere l'appoggio del governo, ma inutilmente. Per queste sue iniziative commerciali, ma soprattutto per la sua condotta personale (conviveva con una donna indigena), entrò in conflitto con le autorità ecclesiastiche e in particolare con Guglielmo Massaia, vicario apostolico presso il vicino popolo dei Galla, e lasciò l'abito religioso, rimanendo così libero di perseguire i suoi obiettivi.
Nel 1865 Stella ottenne una concessione di 90 miglia quadrate dal governatore dell'Amasien, il deggiac Hailù, il quale era interessato a mettere i propri sudditi, cristiani, sotto la protezione di una potenza europea, che li difendesse dalle frequenti scorrerie delle vicine tribù musulmane. Il territorio, denominato Sciotel dal nome di un vicino torrente, si trovava a sud-ovest di Cheren a 1200 metri di quota, era ricco di sorgenti d'acqua potabile e presentava un suolo molto fertile e un clima mite, con possibilità di effettuare più raccolti durante tutto l'anno.
Nel novembre 1866 Stella si recò quindi in Egitto, con l'intenzione di raggiungere l'Italia per raccogliere fondi e trovare dei soci che potessero aiutarlo nell'impresa. Ma già al Cairo, dove la costruzione del Canale di Suez (1859-1869) aveva attirato numerosi italiani, trovò i soci che cercava, nelle persone di Pompeo Zucchi (che fornì il capitale principale e fu quindi riconosciuto capo della colonia), l'avvocato Ferdinando Bonichi, Alberto Buccianti e Achille Gentiluomo. Ad essi si aggiunsero altri partecipanti come semplici contadini e lavoratori, per un totale di 29 europei (25 italiani, due tedeschi, uno spagnolo ed un ungherese). Il 20 febbraio 1867 fu stipulato tra i soci l'atto di fondazione della "colonia italo-africana di Sciotel".
I coloni si divisero in due gruppi: Stella e altri tre coloni si imbarcarono il 22 febbraio da Suez per Suakin; da qui intrapresero un lungo e avventuroso viaggio nell'interno del Sudan fino a Cassala, dove giunsero il 30 marzo, poi raggiunsero Sciotel il 22 aprile, in compagnia di numerosi indigeni bogos fedeli a Stella, che si erano uniti al gruppo strada facendo. Zucchi e il resto dei coloni sarebbero invece partiti solo il 1º maggio, dopo aver svolto i preparativi necessari.
Giunto sul luogo, Stella scelse di stabilire l'insediamento su di un altopiano alla base della grande montagna chiamata Zad Amba, che offriva abbondanza di granito per la costruzione degli edifici necessari, e si trovava in una posizione strategica, facilmente difendibile da eventuali nemici. I primi coloni, assieme agli indigeni, si dedicarono subito alla costruzione di alcune casupole e di uno steccato, a protezione dalle belve feroci, e avviarono i primi lavori agricoli, non senza una certa apprensione per il ritardo del gruppo di Zucchi, di cui non si avevano notizie. Zucchi e i suoi compagni arrivarono infatti a Massaua il 4 giugno, e solamente il 19 luglio 1867 raggiunsero Cheren, dove il gruppo di Stella era andato loro incontro, e da dove poi mossero per Sciotel.

## Prime difficoltà
Con l'arrivo di Zucchi iniziarono i primi malumori nella piccola colonia: il suo comportamento altero e scontroso lo portò a inimicarsi molti tra gli indigeni e gli italiani.
Dopo un grave diverbio con un contadino piemontese, Giovanni Ravasano, che Zucchi accusava ingiustamente di furto, quest'ultimo decise di rientrare in patria; ma durante il viaggio di ritorno, forse convintosi che gli indigeni che lo accompagnavano volessero ingannarlo e venderlo come schiavo, si tolse la vita. Lo stesso Zucchi non raggiunse mai Sciotel: colpito dalla dissenteria all'inizio di agosto, dovette rimanere a Cheren, dove morì il 12 o il 14 settembre 1867. La sua quota nell'impresa fu ereditata dalla moglie, Elena Petrucci, e dalla figlia Emma, che lo avevano seguito nel viaggio.
Anche le piantagioni di frumento e di cotone avviate dai primi coloni fallirono totalmente, colpite prima da un'invasione di cavallette e poi dal passaggio di un branco di elefanti.
A seguito di questi gravi avvenimenti, e dei contrasti che ne seguirono, verso la fine del 1867 gran parte dei coloni abbandonò Sciotel per rientrare in Egitto. I pochi rimasti, guidati da Stella e Bonichi, ripresero comunque i lavori agricoli, ma senza i soci iniziali, che avevano riportato con sé la propria parte di provviste e attrezzi agricoli, si trovavano però in forte difficoltà. Rivolsero quindi un appello al governo italiano, e cercarono di reperire altrove i capitali necessari per proseguire.
Nel 1868 il governo italiano, che in vista dell'imminente apertura del canale di Suez iniziava ad interessarsi alle sponde del mar Rosso, vi inviò la corvetta Ettore Fieramosca, comandata dal capitano Luigi Bertelli. Scopo della missione era esplorare le isole Dahlak per valutare se era possibile stabilirvi una base navale, ma fu chiesto a Bertelli di visitare anche Sciotel e riferire se fosse un luogo idoneo per impiantarvi una colonia. Tuttavia, anche se nel marzo del 1868 Bonichi riuscì ad incontrare Bertelli a Massaua, quest'ultimo fu richiamato in Italia (forse su pressioni inglesi) prima di poter compiere la visita a Sciotel.
Nel maggio 1868 anche Elena Petrucci lasciò Sciotel e rientrò in Italia per perorare la causa dei coloni, ma non fu possibile ottenere altro aiuto dalle autorità italiane, che pur ammettendo la fertilità del luogo, ritenevano molto difficile ottenere dall'Egitto, a cui apparteneva l'intera costa ovest del mar Rosso, un porto che vi permettesse un sicuro accesso.

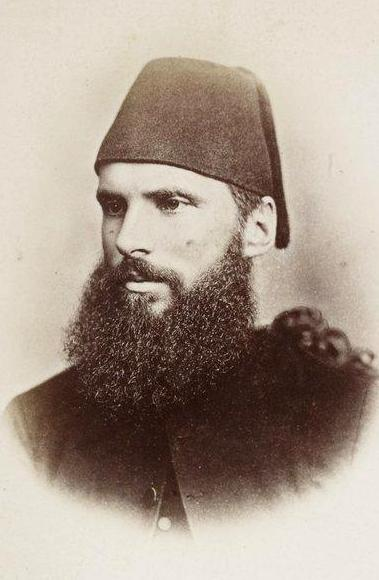
Werner Munzinger

I tentativi di Stella si scontrarono inoltre con l'ostilità di Werner Munzinger, avventuriero svizzero che si trovava a Massaua al servizio ora della Francia, ora dell'Inghilterra, ora dell'Egitto. Oltre che da motivi politici, i due erano divisi anche da una rivalità personale: Stella, anche prima di lasciare la tonaca, intratteneva rapporti con donne indigene, suscitando la gelosia di Munzinger, che gli invidiava tali successi amorosi.
Dopo la morte dell'imperatore di Abissinia Teodoro II il 13 aprile 1868 a seguito della spedizione britannica in Abissinia, la colonia perse anche il suo unico protettore, il deggiac Hailù. Il deggiasmac Cassa, nuovo sovrano del Tigrè e futuro re d'Etiopia col nome di Giovanni IV, lo fece imprigionare e nominò nuovo governatore dell'Amasien un suo sodale, Walda Michael. Munzinger riuscì a convincere quest'ultimo ad ordinare l'espulsione degli italiani, progettando di insediare al loro posto una colonia tedesca.
In questo clima di tensione, il 27 settembre 1869 si verificò addirittura un tentativo di omicidio ai danni di Munzinger: Ioannes, il fratello della convivente indigena di Stella, gli tese un agguato, ferendolo gravemente con un colpo di fucile.

## Morte di Stella e fine della colonia
Poco dopo, Stella fu colto da una improvvisa paralisi, e morì il 20 ottobre 1869. Bonichi, rimasto unico europeo e ammalatosi di continue febbri, si rifugiò a Cheren presso la missione lazzarista. Altri coloni (il piemontese Emilio Cantatore e i fratelli Basilio e Fortunato Cocconi di Reggio Emilia) rimasero anch'essi a Cheren, dedicandosi alla coltivazione di tabacco.
Nel 1870 la Società Geografica Italiana, d'intesa col governo italiano, inviò una missione esplorativa, composta dal marchese Orazio Antinori, dal naturalista Odoardo Beccari e dal geologo Arturo Issel. Gli esploratori italiani si incontrarono a Cheren con Bonichi, che trovarono in grave stato d'indigenza. Il 25 agosto 1870 Bonichi consegnò loro una sua relazione scritta sugli eventi e numerosi manoscritti di Stella (comprese grammatiche e dizionari della lingua amarica). La spedizione visitò Sciotel trovandolo deserto e abbandonato.
Bonichi, rientrato al Cairo, nel 1872 cedette infine alle insistenze di Munzinger e vendette, per la modesta somma di 700 lire egiziane, i suoi diritti sulla colonia al governo egiziano.
Negli anni seguenti l'architetto Francesco De Lorenzo, che lavorò a lungo al Cairo e in altri luoghi del Vicino Oriente, ed era al corrente delle vicende essendo amico personale di Zucchi, Bonichi, Buccianti ed altri dei coloni, ritenendo invalida la cessione tentò più volte di risvegliare l'interesse del governo (l'Italia aveva nel frattempo occupato ufficialmente Assab nel 1882 e Massaua nel 1885), pubblicando anche nel 1887 una storia della colonia e un suo progetto di rilancio, che rimase però sulla carta. L'attività nella colonia fu comunque ripresa da Emma Zucchi e dal marito Gaetano Carnara (suddito inglese ma italiano di origine), che poi la cedettero a De Lorenzo, il quale fino al 1910 cercò invano il sostegno del governo per rilanciare l'insediamento. Solamente nel 1889 Cheren e la regione circostante vennero occupate dall'Italia.

## Elenco dei partecipanti
Elenco parziale dei partecipanti:
- Giovanni Giacinto Stella, da Carcare, Savona (1822-1869)
- Pompeo Zucchi (indicato anche come Jucchi), da Cuneo (...-1867)
- Elena Petrucci in Zucchi, da Cuneo
- Emma Zucchi, da Cuneo
- Ferdinando Bonichi, da Siena (1814-1877)[39]
- Alberto Buccianti, toscano
- Achille Gentiluomo, siciliano
- Gustavo Büchler, da Trieste (1840-1883)[40]
- Emilio Cantatore, piemontese (1847-post 1887)[41]
- Basilio Cocconi, da Reggio Emilia
- Fortunato Cocconi, da Reggio Emilia
- Giovanni Ravasano, piemontese (...-1867)
- Alessandro Angioli
- Giorgio Lifonti
- Cicco, napoletano
- Q. M. Colombo, piemontese
- Moro, da Udine (...-1867 o poco dopo)[42]
- Stefano, toscano
- Glaudios Breanzon, spagnolo
- Andrea ...?, ungherese
- Franz Hassen, ungherese di lingua tedesca[43]
- Bernhard Kohn (1812-1884), austriaco[44]

Oltre a Bonichi, anche Gentiluomo e Büchler lasciarono una propria relazione scritta sul viaggio compiuto fino a Sciotel.